# Percona Server
Percona Server — реляційна система керування базами даних, заснована на кодовій базі MySQL і доповнена патчами, спрямованими на додавання нової функціональності, підвищення стабільності, зручності адміністрування і продуктивності. Продукт розробляє компанія Percona, заснована колишніми розробниками MySQL Петром Зайцевим і Вадимом Ткаченком. Початковий код всіх доповнень Percona Server відкритий під ліцензією GPL.
Percona розвиває власний рушій сховища XtraDB, котрий позіціонується як заміна InnoDB. Сховище XtraDB засноване на коді InnoDB-plugin, повністю сумісний з ним, але відрізняється помітно вищою продуктивністю. Зокрема, в XtraDB поліпшений механізм роботи з пам'яттю, поліпшена робота підсистеми вводу/виводу InnoDB, додана підтримка декількох потоків читання і запису, підтримка управління пропускною здатністю, реалізація попередньої вибірки даних (read-ahead), адаптивна установка контрольних точок (adaptive checkpointing), розширені можливості з масштабування для великих проектів, система організації блокувань адаптована для роботи на системах з великим числом процесорів, додані додаткові можливості для накопичення та аналізу статистики.
Готові пакунки у вигляді універсального бінарного складання доступні для Debian, RHEL, Ubuntu.